# Kominiarska Przełęcz
Kominiarska Przełęcz (1307 m) – przełęcz w północnej grani Siwego Zwornika w Tatrach Zachodnich. Znajduje się pomiędzy Wierchem Spalenisko (1324 m) a Małym Opalonym Wierchem (1448 m). W północno-zachodnim kierunku opada spod niej Kamienny Żleb, będący odnogą Doliny Huciańskiej. Wznoszą się nad nim wapienne turnie i urwiska zwane Kobylimi Głowami. Są one szczególnie dobrze widoczne z pobliskiej polany Jamy. Stoki wschodnie opadają do Doliny Lejowej. Rejon przełęczy porasta las.

## Szlaki turystyczne
– znakowana czarno Ścieżka nad Reglami z Doliny Kościeliskiej przez Przysłop Kominiarski, Niżnią Polanę Kominiarską, Kominiarską Przełęcz i polanę Jamy do Doliny Chochołowskiej. Czas przejścia: 2 h, z powrotem 2:05 h.

## Przypisy

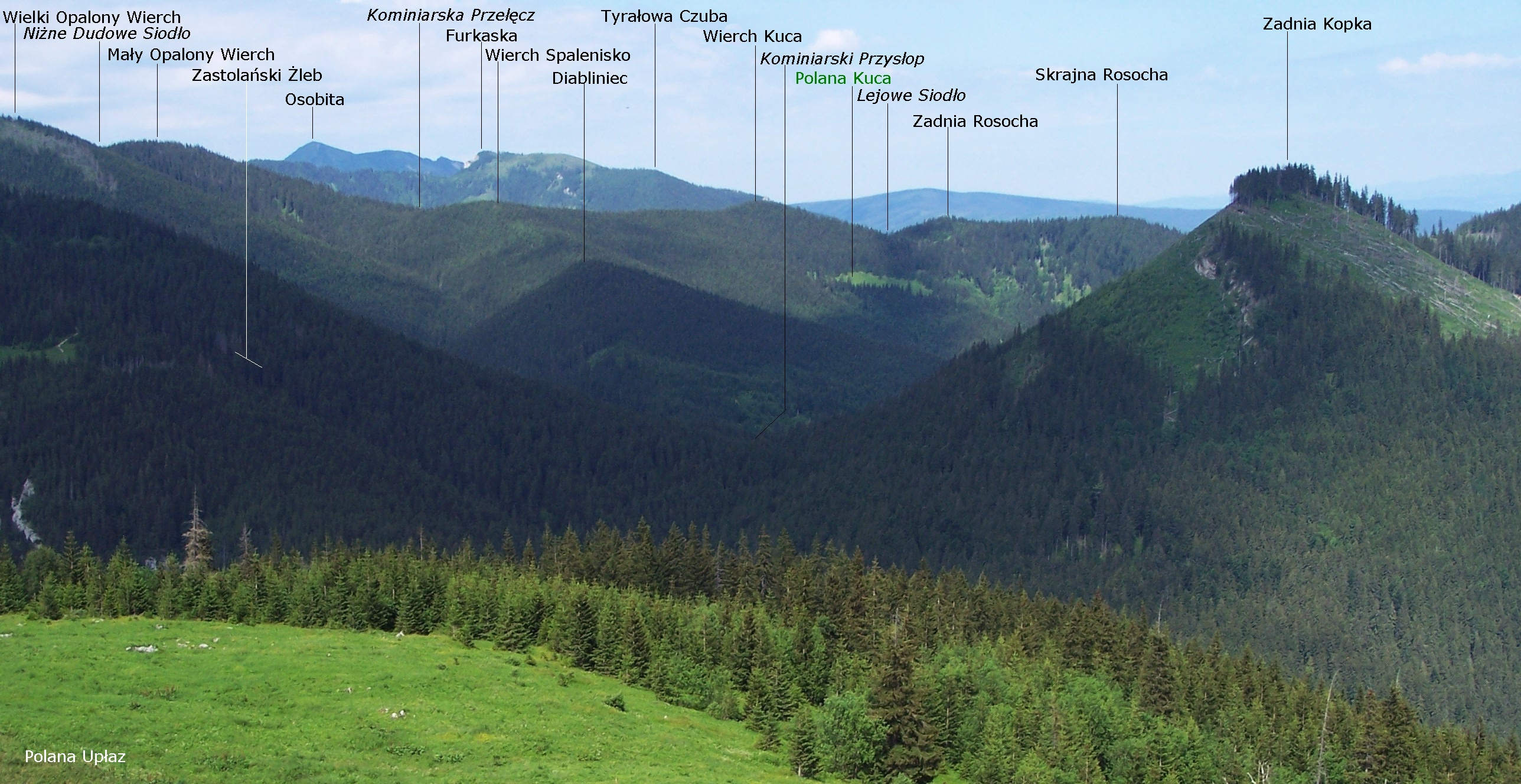
Widok z polany Upłaz